# Val-du-Mignon
Val-du-Mignon község Franciaország Új-Aquitania régiójában, Deux-Sèvres megyében. Új községként 2019. január 1-jén jött létre három korábbi község: Usseau, Priaires és Thorigny-sur-le-Mignon egyesítésével. Lakosainak száma 1087 fő (2022. január 1.).

## Népesség
| Lakosok száma | 1095 | 1081 | 1076 | 1077 | 1082 | 1087 |
|               | 2017 | 2018 | 2019 | 2020 | 2021 | 2022 |